# Grande Finale
Grande Finale är ett livealbum  av Björn Afzelius och Globetrotters, inspelat i Danmark. Albumet släpptes 1986. Det blev Globetrotters sista skiva.

## Låtlista
Text och musik av Björn Afzelius, om inget annat anges.
Sida ett
1. "Medan bomberna faller" – 5:54
2. "Tankar i Havanna" – 7:08
3. "Sång till friheten" (Text: Björn Afzelius – musik: Silvio Rodriguez) – 3:24
4. "Till min kära" – 4:43

Sida två
1. "Exil" – 3:37
2. "Ikaros" – 4:18
3. "Isabelle" – 4:18
4. "Höst (Till-Ann-Christine)" (Text: Björn Afzelius – musik: Björn Afzelius & Olle Nyberg) – 8.18

Sida tre
1. "Hold om mig" (Text & musik: Henrik Strube) – 6:36
2. "D.S.B. Blues (Intercity Århus-København)" – 3:24
3. "The Night They Drove Old Dixie Down" (Text & musik: Robbie Robertson) – 5:56
4. "Europa" – 8:11

Sida fyra
1. "Bad Moon Rising/Who'll Stop the Rain/Proud Mary/Have You Ever Seen the Rain/Up Around the Bend" (Text & musik: John Fogerty) – 10:08
2. "Forever Young" – (Text & musik: Bob Dylan) – 5:55
3. "Falken landar" – (Musik: Bengt Bygren, Olle Nyberg, Henrik Strube) (Manus) – 1:18

## Musiker
- Björn Afzelius - sång, gitarr, percussion
- Janne Brynstedt - gitarr
- Bengt Bygren - piano, synthesizer, dragspel, percussion, sång
- Per Melin - trummor, sång
- Olle Nyberg - orgel, piano, synthesizer, percussion, sång
- Hannes Råstam - bas

Dessutom medverkar:
- Henrik Strube - sång på "Forever Young"

### Fotnoter
1. ↑  ”Grande Finale”. Discogs.com. http://www.discogs.com/Bj%C3%B6rn-Afzelius-Globetrotters-Grande-Finale/master/326449. Läst 13 januari 2013.